# Asdorf
Asdorf (hay còn gọi là Asdorfer Bach, từ nguồn sông: Weibe) là một dòng sông thuộc Nordrhein-Westfalen và Rheinland-Pfalz, Đức. Nó chảy đến Sieg ở bang Kirchen.